# Димитър Рашев
Димитър Рашев е български учител, доктор.

## Биография
Роден е на 16 февруари 1865 година в Търново, в семейството на Дончо Петров – Тютюнджията и Венета Ботева. Той е доведен син на Христо Ботев. Учи в Александровската гимназия в Николаев, Руска империя и в Киевската духовна семинария. Завършва политически и административни науки в Брюксел, където защитава докторат. През 1891 – 1894 година е учител по руски език в гимназия „Княз Александър I“ в Пловдив. Негов ученик е Пейо Яворов. В 1899 г. е учител по френски език във Видинската мъжка гимназия и участник в първия смесен църковен хор с диригент Руси Коджаманов.
Във Видин се включва в македоно-одринското освободително движение и става активист на Македоно-одринската организация. През април 1901 година е делегат на Осмия македоно-одрински конгрес от Видинското македоно-одринско дружество.
Умира на 27 ноември 1935 година в София.